# Gene L. Coon
Eugene Lee Coon, más conocido como Gene L. Coon (Nebraska, 7 de enero de 1924-Los Ángeles, 8 de junio de 1973), fue un guionista y productor de televisión conocido por su trabajo en la serie de televisión Star Trek: la serie original.

## Biografía
Gene L. Coon nació en el estado de Nebraska y sirvió en el Cuerpo de Marines de los Estados Unidos durante la Segunda Guerra Mundial. Algún tiempo después combatió en el Pacífico y en China y Japón. Luego pasó a la Reserva del Cuerpo de Marines en 1948, antes de ser llamado nuevamente al servicio en 1950 con motivo de la guerra de Corea. Fue dado de baja dos años después, en 1952.

## Trayectoria
Después de ser dado de baja de la Infantería de Marina, Coon escribió dos libros, Mientras tanto, de vuelta al frente y The Short End, ambos tratan sobre el conflicto de la guerra de Corea . Poco después, comenzó a escribir para cine y televisión. En 1957, escribió dos películas para Universal Pictures, La chica en el Kremlin y El hombre en la sombra . También escribió el guion de la película The Killers de 1964. 
Coon comenzó a escribir para televisión a finales de la década de 1950. Entre sus muchas contribuciones, escribió dos episodios de Zorro, un episodio de Mi marciano favorito, un episodio de Have Gun–Will Travel y dos episodios de Bonanza .  También fue productor de la serie The Wild Wild West . Coon se unió a la tripulación de Star Trek a mitad de su primera temporada; David Gerrold le da crédito por ser un showrunner hábil. Coon abandonó la serie a mitad de su segunda temporada.  Aun así, continuó contribuyendo con guiones para la tercera y última temporada, bajo el seudónimo de "Lee Cronin", ya que estaba bajo contrato con Universal en ese momento y presumiblemente no podía trabajar para una serie de Paramount Television.
Entre sus muchas contribuciones y creaciones a Star Trek se encuentran los Klingon, Khan Noonien Singh, Zefram Cochrane, la Federación Unida de Planetas, el Comando de la Flota Estelar y la Primera Directiva. Coon también reescribió numerosos otros guiones para el programa, sin recibir crédito. También ayudó a Gerrold a pulir el guion de " The Trouble With Tribbles ". 
Después de Star Trek, produjo la serie de Universal It Takes a Thief, y también escribió episodios de Kung Fu y The Streets of San Francisco . Era conocido como uno de los guionistas más rápidos de Hollywood, y no era raro que reescribiera un guion para filmarlo de la noche a la mañana o en un fin de semana;  Por ejemplo, escribió el guion de " El diablo en la oscuridad " en un período de cuatro días. 

## Vida personal
Coon se divorció de su esposa Joy en 1968 y posteriormente se casó con su novia de la infancia, la modelo y actriz Jacqueline Mitchell. Joy murió al año siguiente de cáncer, negándose a permitir que su ex marido la visitara en el hospital. Quedó muy conmocionado por este acontecimiento. 
Coon murió de cáncer de pulmón en 1973, sólo una semana después de que le diagnosticaran la enfermedad. Visitó al productor Robert H. Justman en su oficina un día, llevando un cilindro de oxígeno portátil y una máscara, tosiendo y salivando. Justman le rogó que fuera a un hospital para que le hicieran chequeos médicos, a pesar de que Coon dijo que sus dificultades para respirar eran resultado de "la maldita niebla de Los Ángeles ". 